# Benningen
Benningen – miejscowość i gmina w Niemczech, w kraju związkowym Bawaria, w rejencji Szwabia, w regionie Donau-Iller, w powiecie Unterallgäu, wchodzi w skład wspólnoty administracyjnej Memmingerberg. Leży w Allgäu, około 25 km na południowy zachód od Mindelheimu.

## Demografia
| Rok  | Liczba mieszk. |
| ---- | -------------- |
| 1970 | 1 935          |
| 1987 | 1 761          |
| 2000 | 2 090          |

## Polityka
Wójtem gminy jest Martin Osterrieder, rada gminy składa się z 14 osób.
|      | CSU/ÜWG | FW | Razem |
| 2008 | 6       | 8  | 14    |
| 2002 | 5       | 9  | 14    |

## Oświata
W gminie znajduje się przedszkole oraz szkoła (szkoła podstawowa i część Hauptschule, 12 nauczycieli i 220 uczniów).